# 石南镇 (兴业县)
石南镇，是中华人民共和国广西壮族自治区玉林市兴业县下辖的一个乡镇级行政单位。

## 行政区划
石南镇下辖以下地区：
石南社区、黎村、环江村、庞村、七团村、葵山村、六联村、富阳村、东周村、谭良村、东山村、凤山村、凤东村、南乡村、新村、塔竹坪村、横枫村、韦鸣村、马塘村、泉村和东龙村。